# Mannenmarathon van Tokio 2004
De Mannenmarathon van Tokio 2004 werd gelopen op zondag 8 februari 2004. Het was de 25e editie van de Tokyo International Marathon. Aan deze wedstrijd mochten alleen mannelijke elitelopers deelnemen. De Keniaan Daniel Njenga kwam als eerste over de streep in 2:08.43 en finishte hiermee slechts drie seconden voor de Japanner Satoshi Osaki.

## Uitslagen
| rang   | naam                 | land | tijd    |
| ------ | -------------------- | ---- | ------- |
| Goud   | Daniel Njenga        | KEN  | 2:08.43 |
| Zilver | Satoshi Osaki        | JPN  | 2:08.46 |
| Brons  | Ben Kimondiu         | KEN  | 2:09.27 |
| 4      | Yukinobu Nakazaki    | JPN  | 2:09.28 |
| 5      | Tomoyuki Sato        | JPN  | 2:09.43 |
| 6      | Michitaka Hosokawa   | JPN  | 2:10.38 |
| 7      | James Wainaina       | KEN  | 2:11.00 |
| 8      | Erick Wainaina       | KEN  | 2:11.03 |
| 9      | Toshiya Katayama     | JPN  | 2:11.05 |
| 10     | Kamal Ziani          | ESP  | 2:11.19 |
| 11     | Satoshi Irifune      | JPN  | 2:11.37 |
| 12     | Toshio Mano          | JPN  | 2:11.52 |
| 13     | Driss El Himer       | FRA  | 2:11.55 |
| 14     | José-Manuel Martínez | ESP  | 2:13.14 |
| 15     | Noriaki Igarashi     | JPN  | 2:13.19 |
| 16     | Takashi Horiguchi    | JPN  | 2:13.24 |
| 17     | Katsuhiko Fukunaga   | JPN  | 2:13.29 |
| 18     | Makhosonke Fika      | RSA  | 2:13.49 |
| 19     | Takayuki Nishida     | JPN  | 2:15.29 |
| 20     | Hiromu Nishizawa     | JPN  | 2:15.54 |
| 21     | Akinori Shibutani    | JPN  | 2:16.38 |
| 22     | Hideyuki Obinata     | JPN  | 2:17.16 |
| 23     | Takayuki Inubushi    | JPN  | 2:17.33 |
| 24     | Toshihiro Iwasa      | JPN  | 2:17.47 |
| 25     | Koji Shimizu         | JPN  | 2:17.57 |

Tokyo International Marathon (alleen mannen)

1981 · 1982 · 1983 · 1984 · 1985 · 1986 · 1987 · 1988 · 1989 · 1990 · 1991 · 1992 · 1993 · 1994 · 1995 · 1996 · 1997 · 1998 · 1999 · 2000 · 2001 · 2002 · 2003 · 2004 · 2005 · 2006

Tokyo International Women's Marathon (alleen vrouwen)

1979 · 1980 · 1981 · 1982 · 1983 · 1984 · 1985 · 1986 · 1987 · 1988 · 1989 · 1990 · 1991 · 1992 · 1993 · 1994 · 1995 · 1996 · 1997 · 1998 · 1999 · 2000 · 2001 · 2002 · 2003 · 2004 · 2005 · 2006 · 2007 · 2008

Tokyo Marathon (beide)

2007 · 2008 · 2009 · 2010 · 2011 · 2012 · 2013 · 2014 · 2015 · 2016 · 2017 · 2018 · 2019 · 2020 · 2021 · 2022 · 2023 · 2024